# International Justice Mission
International Justice Mission es una organización internacional de ayuda humanitaria cristiana evangélica sin fines de lucro, que trabaja para derechos humanos y lucha contra el tráfico sexual, el trabajo forzado, la esclavitud, el abuso policial, el robo de propiedad y los derechos de ciudadanía. Su sede se encuentra en Washington D.C, Estados Unidos y su presidente es Gary Haugen.

## Historia
En 1994, el abogado estadounidense Gary Haugen trabajó en el Departamento de Justicia de los Estados Unidos cuando fue asignado a una investigación de campo sobre el genocidio de Ruanda. Junto a su equipo fundó la Misión Internacional de Justicia en 1997. El primer caso de justicia tratado es el arresto de un sospechoso de violación en Manila (Filipinas). En 1998, la organización afirma haber ayudado a más de 700 personas. En 2016, dice haber ayudado a más de 25,000 personas. En 2022, tenía programas en 17 países.

## Programas
La organización representa a las víctimas, en casos de tráfico sexual, trabajo forzado, esclavitud, abuso policial de poder, robo de propiedad y derechos de ciudadanía. También está trabajando con los gobiernos en países en desarrollo para mejorar los sistemas judiciales.